# Chmielówka (rejon małorycki)
Chmielówka (biał. Хмялёўка, Chmialouka; ros. Хмелёвка, Chmielowka) – wieś na Białorusi, w obwodzie brzeskim, w rejonie małoryckim, w sielsowiecie Ołtusz.

## Historia
W XIX i w początkach XX w. położona była w Rosji, w guberni grodzieńskiej, w powiecie brzeskim.
W dwudziestoleciu międzywojennym leżała w Polsce, w województwie poleskim, w powiecie brzeskim, w gminie Ołtusz. W 1921 wieś liczyły 79 mieszkańców. Wszyscy mieszkańcy byli Polakami wyznania prawosławnego.
Po II wojnie światowej w granicach Związku Sowieckiego. Od 1991 w niepodległej Białorusi.